# Steirodon barcanti
Steirodon barcanti är en insektsart som beskrevs av Emsley 1970. Steirodon barcanti ingår i släktet Steirodon och familjen vårtbitare. Inga underarter finns listade i Catalogue of Life.